# Messiah of Evil

Messiah of Evil est un film d'horreur américain sorti en 1973 et réalisé par Willard Huyck et Gloria Katz.

## Synopsis
Arletty, une jeune femme se rend à Point Dune afin de rendre visite à son père artiste qu'elle ne connait plus. Dans sa maison abandonnée, elle découvre un journal dans lequel ce dernier narre des choses effrayantes qui lui sont arrivées et somme sa fille ne plus le rechercher. En essayant de se renseigner, elle rencontre des personnages étranges, d'abord un vieil ivrogne qu'on retrouvera mort un peu plus tard, puis un jeune ménage à trois, l'homme Thom cherchait une œuvre de son père mais ne l'a pas trouvé chez le marchand de tableaux local.
Soupçonné du meurtre de l'ivrogne, le trio est viré de l'hôtel et vient squatter cher Arletty. La cohabitation devient difficile et l'une des jeunes femmes, Laura décide de quitter la ville, mais avant elle se rend au supermarché local dans lequel elle finit par être dévoré par une horde de créatures infernales. C'est ensuite le tour de Tony, celle-ci se rend dans un cinéma sous les conseils de Thom, le cinéma est vide mais se remplit peu à peu. En fait les spectateurs sont les mêmes créatures que celles qui ont dévoré Laura, celle-ci subit le même sort.
Arletty devient à moitié folle, trouve des insectes dans sa bouche, puis reçoit la visite de son père qui lui conseille d'abord de partir avant de devenir agressif. Arletty le blesse puis l'enflamme. Thom et Arletty sont agressés par les créatures, ils parviennent à s'échapper par la mer, mais Thom, blessé se noie, Arletty est repêché et placé dans un établissement psychiatrique dans lequel personne ne veut croire à son histoire.

## Fiche technique
- Titre : Messiah of Evil
- Réalisation : Willard Huyck et Gloria Katz (non créditée)
- Scénario  : Willard Huyck et Gloria Katz
- Musique : Phillan Bishop
- Photographie : Stephen M. Katz
- Pays de production :  États-Unis
- Date de sortie : 
  - États-Unis : 2 mai 1973
- Durée : 90 minutes
- Genre : Horreur

## Distribution
- Marianna Hill : Arletty
- Anitra Ford : Laura
- Royal Dano : narrateur / Joseph Long
- Elisha Cook Jr. : Charlie
- Michael Greer : Thom
- Joy Bang : Toni
- Charles Dierkop : l'employé de la station-service
- Bennie Robinson : le camionneur albinos